# Lucasioides nebulosus
Lucasioides nebulosus är en kräftdjursart som beskrevs av Nunomura2000. Lucasioides nebulosus ingår i släktet Lucasioides och familjen Trachelipodidae. Inga underarter finns listade i Catalogue of Life.